# Ronnie Aldrich
Ronnie Aldrich, nome d'arte di Ronald Frank Aldrich (Erith, 15 febbraio 1916 – Isola di Man, 30 settembre 1993), è stato un pianista, arrangiatore, direttore d'orchestra e compositore britannico.

## Biografia
Cominciò a suonare il pianoforte alla tenera età di soli tre anni, quando iniziò a studiare musica classica. Imparò a suonare il violino presso la Guildhall School of Music and Drama di Londra.
Prima della Seconda guerra mondiale andò in India per suonare il jazz.
Aldrich acquista fama negli anni quaranta, quando diventò leader del gruppo jazz The Squadronaires, con cui lavorerà fino al 1964.
Tra gli anni sessanta e settanta raggiunse la maggior notorietà con lo sviluppo di registrazioni stereo per due pianoforti con la casa discografica Decca di Londra. Passò poi negli anni ottanta nella Seaward Ltd (la sua società) di licenza per la EMI. Con la sua orchestra, inoltre, andò regolarmente in onda su BBC Radio 2, nonché su BBC Radio Orchestra, dirigendo il pianoforte.
Aldrich è anche noto per essere stato direttore musicale per la sitcom comica Benny Hill Show, e per la Thames Television, rete televisiva britannica lanciata nel 1968 e scomparsa nel 1992.
Ronnie Aldrich morì all'età di 77 anni per un cancro alla prostata.

## Discografia
- Melody and Percussion for Two Pianos (SP-44007) - 1961
- Ronnie Aldrich and His Two Pianos (SP-44018) - 1962
- The Magnificent Pianos of Ronnie Aldrich (SP-44029) - 1963
- The Romantic Pianos of Ronnie Aldrich (SP-44042) - 1964
- Christmas with Ronnie Aldrich (SP-44051) - 1964
- The Magic Moods of Ronnie Aldrich (SP-44062) - 1965
- That Aldrich Feeling (SP-44070) - 1965
- All Time Piano Hits (SP-44081) - 1966
- Where The Sun Is - 1966
- Two Pianos in Hollywood (SP-44092) - 1967
- Two Pianos Today! (SP-44100) - 1967
- For Young Lovers (SP-44108) - 1968
- This Way "In" (SP-44116) - 1968
- Its Happening Now (SP-44127) - 1969
- Destination Love (SP-44135) - 1969
- Togetherness - 1970
- Here Come the Hits! (SP-44143) - 1970
- Close to You - 1970
- Love Story (SP-44162) - 1971
- Great Themes To Remember - 1971
- Invitation To Love (SP-44176) - 1972
- Come to Where the Love Is (SP-44190) - 1972
- The Phase 4 Stereo World of Burt Bacharach - 1972
- Soft And Wicked (SP-44195) - 1973
- Top of the World (SP-44203) - 1973
- The Way We Were (SP-44209) - 1974
- In the Gentle Hours (SP-44221) - 1975
- Love (SP-44253) - 1975
- Reflections (SP-44264) - 1976
- Webb Country (SP-44278) - 1977
- With Love & Understanding (SP-44286) - 1977
- Melodies from the Classics (SP-44300) - 1978
- Emotions (SP-44310) - 1978
- Tomorrows Yesterdays - 1979
- For The One You Love - 1980
- One Fine Day - 1981
- Imagine - 1981
- Beautiful Music - 1982
- Nights Birds - 1982
- Sea Dreams - 1984
- For All Seasons - 1987
- Ronnie Aldrich, his Piano and Orchestra - 1988